# Shenzhou 3
Shenzhou 3 (神舟三号), le troisième vol inhabité du programme spatial Chinois Shenzhou. Il a été lancé le 25 mars 2002. Ce fut le premier vaisseau Shenzhou lancé qui aurait pu accueillir un humain, l'objectif principal de la mission étant de tester les systèmes nécessaires pour permettre la vie d'un humain dans l'espace. Il transportait un mannequin capable de simuler les signaux physiologiques d'un être humain : palpitation, pouls, haleine, alimentation, métabolisme et excrétion.

## Déroulement de la mission
Le lancement avait été retardé de plusieurs mois en raison de changements de conception. Il avait été prévu que Shenzhou 3 utiliserait un nouveau design intérieur, mais des problèmes de mise en œuvre ont obligé les ingénieurs à revenir à la version précédente. La fusée Longue Marche 2F et le vaisseau Shenzhou ont finalement été mis en place sur le pas de tir au cours de la cinquième session de la neuvième Assemblée nationale populaire et le neuvième Comité National de la conférence consultative politique du peuple chinois au début du mois de mars 2002. La fusée décolla le 25 mars.
On pense que Shenzhou 3 changea son orbite deux fois au cours de la mission. Le premier changement d'orbite eut lieu le 29 mars à 10h15 UTC lorsque les propulseurs de manœuvre arrière ont été allumés pendant environ 8 secondes afin de mettre le vaisseau dans une orbite de 330,2 km de périgée par 337,2 km d'apogée. Le second eut lieu le 31 mars. Ces deux changements ont été effectués pour relever son orbite. Shenzhou 3 a opéré sur une orbite légèrement moins inclinée, de 42,40°, que les deux missions précédentes Shenzhou 1 et 2, qui opéraient avec 42,59° d'inclinaison.
Le vaisseau transportait 44 expériences différentes à bord. Elles incluaient un spectrographe imageur, un capteur de nuages, un capteur de radiation, un contrôleur d'ultraviolets, un contrôleur de constante solaire, un détecteur de composition atmosphérique, un détecteur de densité atmosphérique, un four à cristallisation multichambres, un équipement de cristallisation de protéine spatial, un bioréacteur à cellules, un détecteur de matière solide ainsi qu'une jauge de microgravité. Se trouvaient aussi à bord des caméras vidéos afin de transmettre des images à la Terre. Pour tester le système de transmission radio, une voix de femme pré-enregistrée a été transmise depuis le vaisseau.

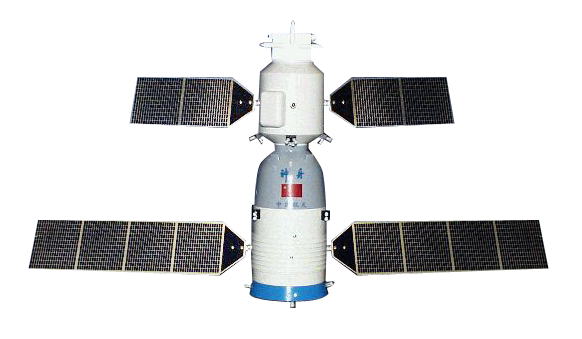
Maquette du vaisseau Shenzhou 3. On peut y distinguer l'ensemble SIGINT de trois antennes, tout en haut du module orbital.

Shenzhou 3 est rentré dans l'atmosphère et a atterri avec succès le 1er avril à 08:51 UTC après avoir effectué 107 orbites. À la différence de la mission Shenzhou 2 pour laquelle aucune photographie de l'atterrissage de la capsule n'a été diffusée, le succès de l'atterrissage de Shenzhou 3 est cette fois-ci confirmé par des photographies. Comme avec Shenzhou 2, le module orbital est resté en orbite pour une mission prolongée. Pendant ce temps, il a effectué quelques ajustements orbitaux comme élever son orbite. Bien qu'il ait été spéculé qu'il aurait pu servir de cible d'amarrage pour Shenzhou 4, cela ne semblait pas être le cas. Sa mission se termina en octobre, il rentra dans l'atmosphère le 12 novembre à environ 06:38 UTC au-dessus de l'Océan Indien à l'ouest de l'Australie.
De nombreux hommes politiques de la République populaire de Chine ont assisté au lancement, entre autres : le Secrétaire général et Président Jiang Zemin, Wu Bangguo et Zeng Qinghong membres du Bureau politique du Parti communiste chinois et Cao Gangchuan, membre de la Commission Militaire Centrale et directeur du Département Général de l'Armement de l'Armée populaire de libération.

## Améliorations portées
Shenzhou 3 fut le premier lancement d'une fusée Longue Marche 2F équipé d'un système de sauvetage d'urgence. Deux systèmes manuels qui auraient permis à un astronaute d'activer le système de sauvetage en cas d'urgence ont aussi été ajoutés. Cet ensemble a été testé pendant la phase de lancement, les autorités chinoises n'ont cependant pas confirmé si le test a réussi.
Le lendemain du lancement, la Télévision centrale de Chine diffuse une impression d'artiste du vaisseau en orbite. L'intérêt principal de cette impression pour les observateurs occidentaux était que la face avant du module orbital semble avoir été équipé de trois antennes log-périodiques à sept éléments. Il est spéculé qu'elles ont été conçues pour des gammes de fréquences allant de 300 à 1000 MHz. Une animation du module orbital après sa séparation du reste du vaisseau spatial a également été diffusée. Trois aspérités dépassent de l'ensemble, une à droite, une à gauche et une pointée vers l'avant, cet ensemble est peut-être un module SIGINT.